# چنو
چنو، روستایی از توابع بخش مرکزی شهرستان سنندج در استان کردستان ایران است و آب هوایی سرد دارد.چنو در دهستان نران قرار دارد و براساس سرشماری مرکز آمار ایران در سال ۱۳۸۵، جمعیت آن ۱۸۵ نفر (۴۸خانوار) بوده‌است،این در حالیست که جمعیت این روستا در سال 94، افزایش جمعیتی را تجربه نکرد.

## جمعیت
این روستا در دهستان نران قرار دارد و براساس سرشماری مرکز آمار ایران در سال ۱۳۸۵، جمعیت آن ۱۸۵ نفر (۴۸خانوار) بوده‌است.